# 로쿠고도테역
로쿠고도테역(일본어: 六郷土手駅、ろくごうどてえき)은 도쿄도 오타구에 있는 철도역이다.
도쿄 23구내 최남단의 역이다.

## 역 구조
상대식 승강장 2면 2선의 고가역이다. 개찰구는 고가 아래에 있다. 1번선·2번선 승강장의 엘리베이터가 각 1개씩 설치되어 있어 역 입구로부터 계단없이 승강장으로 오를 수 있다.
개찰구 내 중앙광장에, 화장실·코인락커·AED가 설치되어 있다.
개찰구 밖에는, 베이커리「PeterDeli」가 있고, 게이큐 스테이션 스토어(역 매점)가 있다.
| 1 | ■ 게이큐 본선 | 요코하마·미우라카이간 방면 |
| 2 | ■ 게이큐 본선 | 하네다 공항·시나가와 방면  |

## 역 주변
- 다마 강 로쿠고 교 녹지
- 로쿠고 온천
- 미야모토다이 녹지
- 철교 광장
- 로쿠고 골프 클럽
- 오타 구 연식야구 연맹
- 가마타 경찰서
- 로쿠고 도서관
- 조시키 펌프장
- 로쿠고 신사
- 오타 구립 로쿠고 초등학교
- 오타 구립 미나미로쿠고 초·중학교
- 니치렌슈
- 로쿠고도테 우체국
- 간사이 페인트 주식회사 도쿄 영업소
- 화이자 주식회사 연수센터
- 샤프 도쿄 제1유통 센터
- AtHome 본사
- 일본 조리그릇 주식회사 본사

## 역사
- 1906년 10월 1일: 게이힌 전기 철도의 로쿠고 제방역으로서 영업 개시. 조시키 역 사이에 로쿠고역(1907년에 야와타쓰카역으로 개명, 1911년 9월에 폐지됨.)이 있었다. 로쿠고도테역으로 개명되었던 시기는 미상이지만, 전쟁 이전으로 추측된다.
- 1945년 4월 15일: 태평양 전쟁에 의한 일본 본토 공습으로 인해 전소함.
- 1971년 ~ 1972년: 로쿠고 강 철교(현, 로쿠고 강 교량)재가설에 수반하여 고가화. 이것에 의해 역을 게이힌 가와사키 역(현, 게이큐 가와사키 역) 방면으로 이전.
- 2003년: 개찰구 내 승강장을 연결하는 엘리베이터 설치.

## 화랑

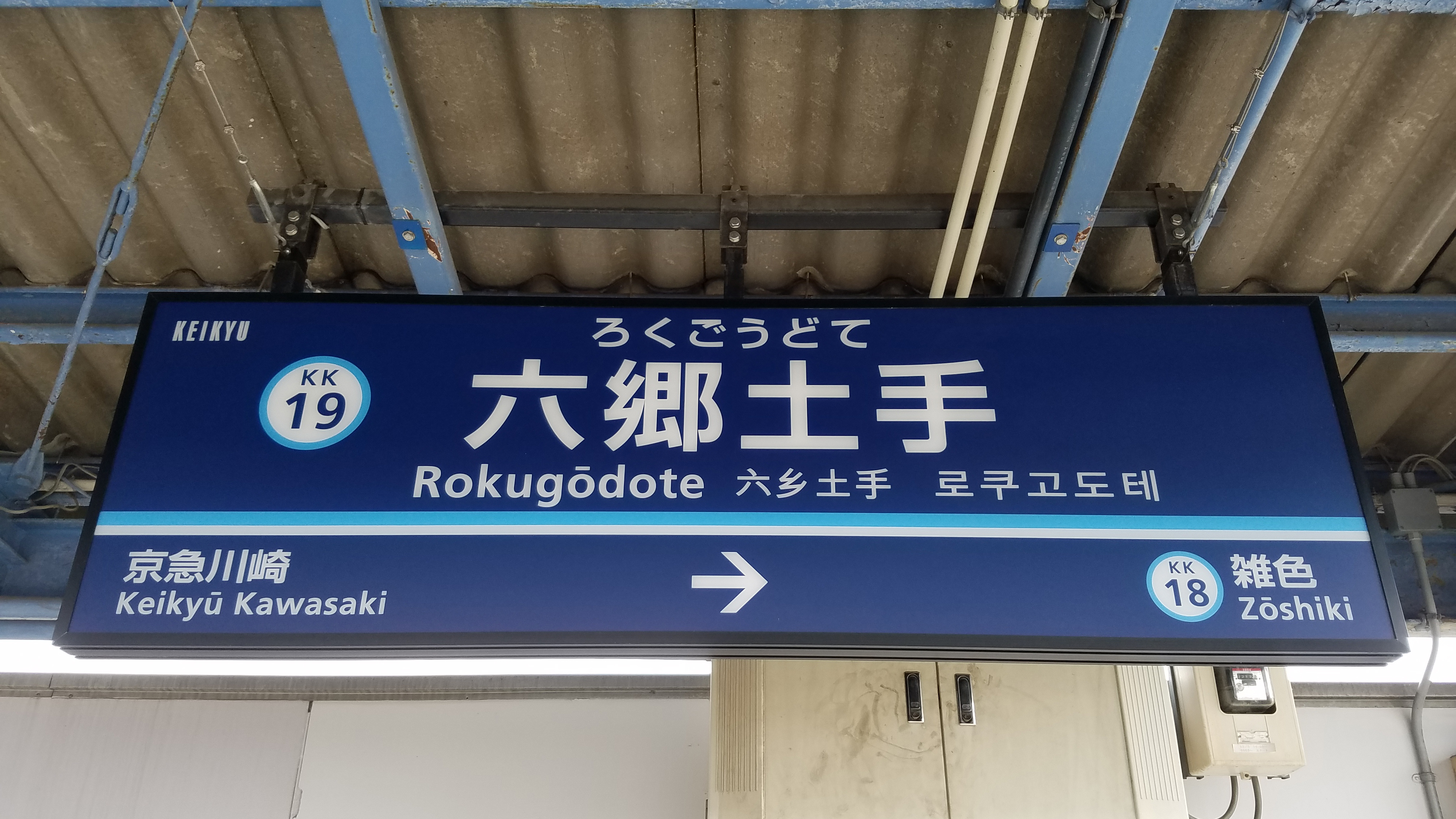
역명판

## 인접역
| 게이힌 급행 전철 본선 | 게이힌 급행 전철 본선 | 게이힌 급행 전철 본선       |
| --------------------- | --------------------- | --------------------------- |
| 조시키 시나가와 방면  | ■ 보통                | 게이큐 가와사키 우라가 방면 |